# بسرووینا
بسرووینا (به صربی: Beserovina) یک منطقهٔ مسکونی در صربستان است که در بایینا باشتا واقع شده‌است.